# Takayuki Yokoyama
Takayuki Yokoyama (横山 貴之, Yokoyama Takayuki) est un footballeur japonais né le 22 décembre 1972.